# Astrid Kirchherr
Astrid Kirchherr, née le 20 mai 1938 à Hambourg et morte le 12 mai 2020, est une artiste photographe allemande.
Elle est connue pour avoir été l'amie des Beatles depuis que ceux-ci ont fait leurs débuts à Hambourg au tout début des années 1960 et pour avoir pris les premiers clichés célèbres du groupe. Elle a aussi été la compagne du premier bassiste du groupe, Stuart Sutcliffe.

## Biographie
En 1960, Astrid Kirchherr se rend, avec son amoureux Klaus Voormann et leur ami Jürgen Vollmer, au club Kaiserkeller de la Reeperbahn de Hambourg, où se produisent les Beatles — la formation d'alors comprenait John Lennon, Paul McCartney, George Harrison, Pete Best et Stuart Sutcliffe —, et tombe sous le charme de ces jeunes musiciens; elle a 22 ans. Elle les photographie au Hugo Haase Fun Fair et prend à cette occasion les premières photos professionnelles du groupe. Elle photographie aussi les membres du groupe plus tard dans un style qui sera l'inspiration pour la photo de la pochette de l'album With the Beatles.
Elle tombe amoureuse de Stuart Sutcliffe, le bassiste du groupe. Voormann dira par la suite que sa relation avec Kirchherr était arrivée à sa fin naturelle; il reste en bons termes avec eux. Elle coupe les cheveux de son amoureux dans le style parisien déjà adopté par Voormann et Vollmer. Initialement, les Beatles s'en moquent mais rapidement l'adoptent et en feront leur marque de fabrique. Stuart décide de rester à Hambourg avec elle pour reprendre le pinceau et quitte donc les Beatles en 1961. Il meurt brutalement d'une hémorragie cérébrale un an plus tard. Cette période et la relation d'Astrid avec Stuart sont la trame du film Backbeat : Cinq Garçons dans le vent. Son amie proche Stefanie Hempel raconte pour le Guardian : « Tous les Beatles étaient amoureux d'elle, en partie une sorte de maman ou de grande sœur, et en partie sexuellement. Astrid était si belle. Mais elle prenait également soin d'eux, d'une façon spirituelle et intellectuelle, tout en leur donnant conscience d'eux-mêmes. C'est beaucoup, beaucoup plus que leur avoir donné la coupe moptop. Elle détestait être connue comme la coiffeuse des Beatles ».
Astrid Kirchherr travaille ensuite comme photographe indépendante et est engagée par le magazine Stern afin de faire un reportage sur le tournage du film A Hard Day's Night au cours de l'année 1964. En 1967, elle épouse le batteur Gibson Kemp, celui qui remplaça Ringo Starr au sein du groupe Rory Storm and the Hurricanes. Sa dernière production est le portrait de George Harrison pour la pochette de l'album Wonderwall Music. Trouvant que les conditions d'être photographe pour une femme sont difficiles à cette époque, elle change de métier pour devenir designer d'intérieur. Elle divorce de Kemp et se remarie une seconde fois mais ce mariage finira aussi par un divorce. Elle n'aura pas d'enfant.
À l'automne 2011, lors d'une vente aux enchères, sa collection de clichés et ses droits artistiques sont achetés par un collectionneur privé, pour un montant qui n'a pas été révélé. Elle réside à Hambourg jusqu'à sa mort le 12 mai 2020 à l’âge de 81 ans d'un cancer foudroyant.